# Tylopsis dispar
Tylopsis dispar är en insektsart som beskrevs av Sjöstedt 1909. Tylopsis dispar ingår i släktet Tylopsis och familjen vårtbitare. Inga underarter finns listade i Catalogue of Life.